# 愛隆定律
愛隆定律（Eroom's law）是一個基於觀察的經驗法則，指的是盡管人類已經在諸如高通量篩選（High throughput Screening）、生物科技、組合化學（combinatorial chemistry）和電腦輔助藥物設計（computer-aided drug design）等很多科技上取得顯著進展，但新藥的發展還是會隨著時間經過而變慢且變貴的一個觀察定律。這個定律最早在1980年代被觀察到，而根據此定律，發展新藥物的成本，在經過通貨膨脹調整後，每隔九年就會加倍；為了凸顯製藥業和電晶體等其他科技領域會隨著時間經過而呈現指數性進步的狀況之間的對比，因此此定律的英語名稱是由摩爾定律（Moore's law）倒過來拼寫來命名的。

## 成因
提出並命名此定律的文章將這現象歸咎於四個主要的原因，這些原因如下：
- 「比披頭四還好」問題（the 'better than the Beatles' problem）：新開發的藥物，其療效和阿托伐他汀等被廣泛認為成功的藥物相比，往往只有小幅度的增加，而這些新藥的療效和既有的有效藥物之間的差距，比有效藥物和安慰劑之間的差距還來得小；而在療效方面較小的改進，意味著若要證明這些藥物有同等程度的功效，那麼臨床測試的規模必須要更大，因此這個問題被稱作「比披頭四還好」，以凸顯這狀況和「如果所有新的流行歌要比披頭四的歌還要好的話，那就很難找得到新的歌曲」的相似處。
- 「謹慎管制」問題（the 'cautious regulator' problem）：藥物管理機構對風險越來越小的容忍度，使得新藥的研發變得越來越昂貴且越來越困難，在諸如沙利竇邁和罗非昔布等舊藥因安全性問題而退出市場後，對新藥的安全標準往往會有所提升。
- 「砸錢」傾向（the 'throw money at it' tendency）：對研發部門增加人力和其他資源的作法，可能會導致計畫成本超支。
- 「基礎研究與暴力搜尋」偏見（the 'basic research–brute force' bias）：一些研發者可能會有高估基礎研究的進展以及暴力搜尋法在臨床測試中證實新藥有效且安全的能力的傾向。自1960年至1990年代及之後，發現新藥的方法，已從傳統上以整體動物做藥物測試的方法（也就是表型篩選，phenotypic screening），變成反向藥物學的目標導向方法，這使得人們因而發現和目標蛋白質有高親和力，能與之緊密結合，但依舊有可能因為低估生物體整體複雜性而在臨床實驗上失敗的藥物[4]；此外，發現新藥的技巧，也已從對小分子反覆的低通量篩選策略，變成對大量潛在化合物進行目標篩選的高通量篩選方法；但盡管較為快速且便宜，高通量篩選可能較缺乏效率。

盡管一些人可能認為說，缺乏「低垂的果實」是愛隆定律的原因之一，但這點可能不若上述四點重要，因為即使製藥業每年能開發四到五種可能的新藥，比起已經開發過的藥物，能成為新藥物的潛在分子總量，依舊足夠人們在未來的數十年間進行開發；此外，在會和多種分子作用的非針對性藥物（所謂的「髒藥」）的針對性搜尋方面，依舊有相當的空間可探索，而在過去數十年，已有少量的這類藥物被開發。這類的藥物在作為中樞神經系統的藥物方面可能特別有效。

在2018年，在推出高銷量且獲准販售的新藥方面，學術界跨界者和小型新創生技公司的表現勝過大藥廠，在30款符合標準的藥物，有24款並非大藥廠所研發的。

## 批評
一個不同的假說認為這現象是因為製藥工業卡特爾化、形成官僚性寡占所致，而這減緩了創新和效率。在2022年，為數大約20家的大藥廠控制了全球品牌藥物營收的主要部分（每年約一兆美元）。批評者指出，大藥廠減少對研發的投資、在行銷上的投資加倍，並將焦點放在提高藥物價格而非承擔風險上。